# Aq Saray
Aq Saray o Ak Saray (literalmente palacio blanco) es un palacio ubicado en el sitio histórico de Shahrisabz, Uzbekistán. Actualmente en ruinas, fue construido en1380; un año después de la conquista de Tamerlán a Corasmia.

## Historia
El palacio fue construido en 1380 durante el reinado de Tamerlán y su construcción duró 24 años, fue planeado como su obra más grandiosa. El palacio consistía de varias habitaciones, posadas para viajeros, terrazas con piscinas, jardines y fuentes. El portal principal tenía 65 metros de altura y el arco medía 20 metros. El piso tenía diseños geométricos en azulejos color azul claro y azul oscuro. 
El palacio fue catalogado como Patrimonio de la Humanidad por la Unesco en el año 2000, junto con otros sitios de Shahrisabz: Dor ut-Tillovat, Dor us-Saodat, el mercado de Chorsu, una casa de baños del siglo XV, el salón de plegarias de Mirhamid, las madrasas de Chubin y Koba, Kundizak, y las mezquitas de Malik Ajdar.
En 2015 se hicieron reparaciones, se colocó protección de cristal sobre los azulejos originales del piso.
En la actualidad, solo permanecen los impresionantes pilares de la entrada; su arco, que llegó a ser el más grande de Asia; colapsó hace 300 años.